# Hoimar von Ditfurth
Hoimar Gerhard Friedrich Ernst von Ditfurth (* 15. Oktober 1921 in Berlin-Charlottenburg; † 1. November 1989 in Freiburg im Breisgau) war ein deutscher Psychiater und Neurologe, Professor für Psychiatrie und Neurologie in Würzburg sowie Journalist, Wissenschaftspublizist und Herausgeber. Bekannt wurde er vor allem als Fernsehmoderator und populärwissenschaftlicher Autor.

## Familie
Hoimar von Ditfurth entstammt dem Adelsgeschlecht Ditfurth, einer preußischen Offiziersfamilie. Sein Vater, Hans Otto von Ditfurth, war im Ersten Weltkrieg Rittmeister, betreute nach einer Banklehre die Vermögensverwaltung des Erbgroßherzogs Nikolaus von Oldenburg im ländlichen Lensahn und arbeitete schließlich bis zum Ende des Zweiten Weltkriegs als höherer kaufmännischer Angestellter bei Siemens in Berlin-Lichtenberg. Nach dem Zweiten Weltkrieg studierte Hans Otto von Ditfurth Klassische Philologie. Er schloss mit Staatsexamen ab und übernahm in Marburg einen Lehrauftrag für alte Sprachen.
Hoimar von Ditfurth war ab 1949 mit Heilwig von Raven verheiratet. Aus der Ehe gingen vier Kinder hervor: Jutta Gerta Armgard (* 1951), Wolf-Christian (* 1953), Donata-Friederike (* 1956) und York-Alexander Hoimar (* 1957). Seine Tochter Jutta wurde bekannt als Politikerin der Grünen, sein Sohn Wolf-Christian als Historiker, Journalist und Autor von Alternativweltgeschichten.
Er starb am 1. November 1989 in Freiburg im Breisgau an den Folgen eines Thymuskarzinoms. Ditfurth wurde in Staufen im Breisgau beigesetzt, wo er seine letzten Lebensjahre verbracht hatte.

## Ausbildung, Kriegsdienst und Beruf
Geprägt von einem national-konservativen preußischen Elternhaus, ging er auf das humanistische Viktoria-Gymnasium in Potsdam (heute Helmholtz-Gymnasium Potsdam). Nach dem Abitur 1939 studierte er Medizin (daneben auch Psychologie und Philosophie) an der Universität Berlin. Nach dem Physikum im Frühjahr 1941 wurde er zur Wehrmacht eingezogen. Er absolvierte die militärische Grundausbildung und wurde von Anfang August 1941 bis Ende Februar 1942 an der Ostfront eingesetzt. Nach einer Ausbildung an der Sanitätsschule in Guben und einer Spezialausbildung zum Narkotiseur in einem Reservelazarett in Antwerpen wurde er als Sanitätssoldat in mehreren Lazaretten eingesetzt. Anfang 1943 entsandte ihn die Wehrmacht zur Fortsetzung des Studiums an die Universität Hamburg. Mit einer Arbeit über das Retothelsarkom, einen vom Knochenmark ausgehenden, langsam wachsenden Tumor, wurde er am 3. April 1946 in Hamburg zum Doktor der Medizin promoviert.
Von 1948 bis 1960 war er am Universitätsklinikum Würzburg tätig (zuletzt in der Position eines Oberarztes an der Universitäts-Nervenklinik). Er war einer der ersten deutschen Forscher auf dem Gebiet der neuen Psychopharmaka (Chlorpromazin). Am 8. April 1958 wurde er Facharzt für Nerven- und Geisteskrankheiten (Psychiater und Neurologe). Er habilitierte sich 1959 an der Universität Würzburg und wurde Privatdozent für Psychiatrie und Neurologie. Am 17. Februar 1967 ernannte ihn die Universität Würzburg und am 11. Juli 1968 die Universität Heidelberg zum außerordentlichen Professor für Psychiatrie und Neurologie.
Ab 1960 arbeitete von Ditfurth für den Pharmakonzern C. F. Boehringer in Mannheim und war dort bis 1969 Leiter des pharmako-psychiatrischen Forschungslaboratoriums der Firma zur Entwicklung beziehungsweise klinischen Erprobung von Psychopharmaka. Er knüpfte erste Kontakte zu Konrad Lorenz. In diese Zeit fiel auch seine Herausgeberschaft der Zeitschrift n+m (Naturwissenschaft und Medizin, von 1964 bis 1971), die ab 1972 unter dem Namen Mannheimer Forum fortgeführt und von von Ditfurth bis zu seinem Tode herausgegeben wurde. Er hatte sie in dieser Form selbst ins Leben gerufen. 1969 lehnte er – nach einer von ihm selbst erbetenen einjährigen „Probezeit“ – eine Geschäftsführerposition ab und war stattdessen weiter als Dozent, freier Publizist und Wissenschaftsjournalist tätig.

## Autor und Fernsehmoderator
Sehr erfolgreich war Hoimar von Ditfurth als populärwissenschaftlicher Autor und Fernsehmoderator (WDR, SFB, SR, ZDF). Er überschritt dabei unter Verwendung wissenschaftlicher Erkenntnisse Grenzen zwischen Natur- und Geisteswissenschaften (hier besonders zur Theologie und Philosophie). Ein bedeutender Teil seines Lebenswerkes war sein Eintreten gegen Aberglauben, Pseudowissenschaften, Kreationismus und Anthropozentrismus. Einem großen Publikum wurde er durch die von ihm 1971 konzipierte ZDF-Sendereihe Querschnitt (später Querschnitte) bekannt, die er gemeinsam mit Volker Arzt bis 1983 moderierte.
Ab dem Ende der 1970er Jahre wandte sich Hoimar von Ditfurth zunehmend umweltpolitischen Themen zu und unterstützte zu Beginn der 1980er Jahre die Partei Die Grünen im Wahlkampf.
Aus Anlass des NATO-Doppelbeschlusses (1979) sowie aus anderen Erwägungen heraus verstand sich von Ditfurth als Pazifist.
In seinen letzten Büchern (Wir sind nicht nur von dieser Welt und So lasst uns denn ein Apfelbäumchen pflanzen) unternahm von Ditfurth den Versuch, eine Quintessenz seiner Überlegungen zu ziehen. Eine der schon lange bei ihm vorherrschenden Überzeugungen bestand in der Annahme eines Dualismus zwischen physischen und psychischen Vorgängen. Im Zusammenhang mit der Auffassung, dass sich die Evolution nicht nur auf die Lebewesen auf der Erde, sondern auf den gesamten Kosmos bezieht und die kosmische Entwicklung letztendlich einem Endpunkt („Wärmetod“) zustrebt, sah er sowohl im Kosmos selbst als auch in der Psyche gleichsam Hinweise auf eine nicht mehr wissenschaftlich zugängliche, sich „dahinter verbergende Wirklichkeit“, für die er den religiösen Begriff des „Jenseits“ benutzte. Ein weiterer Ausgangspunkt für diese Hypothese, die er als solche auch kennzeichnete, waren für ihn die Erkenntnisse der Relativitätstheorie und der Quantenphysik, aus denen er ableitete, dass die menschliche Sicht der Realität sich dadurch geradezu auflöse. Von Ditfurth ging also davon aus, dass sich hinter unserer erkennbaren und erlebbaren Welt eine jenseitige, „transzendentale Wirklichkeit“ befinde, die sich der Wahrnehmung entziehe, aber auf die erkennbare Wirklichkeit einwirken könne. Er hielt die „Erkenntnis der Wahrheit“ für unmöglich und – in Anlehnung an Plato – die „Realität unserer Welt“ für hypothetisch. Er wollte mit seinen Thesen bewusst den Versuch wagen, Wissenschaft und Religion wieder miteinander ins Gespräch zu bringen.
In Unbegreifliche Realität entwarf von Ditfurth wiederum einen eigenen Ansatz zur Evolutionären Erkenntnistheorie.
1984 kritisierte von Ditfurth primär auf Hungerbekämpfung ausgerichtete humanitäre Hilfe durch Hilfsorganisationen wie Brot für die Welt. Angesichts einer von 2,5 Milliarden Menschen im Jahr 1950 auf damals 4,8 Milliarden Menschen angewachsenen Weltbevölkerung bemerkte er, dass jeder, „der sich darauf beschränkt, die heute hungernden Kinder zu sättigen, statt dem unvermeidlichen Sterben durch Geburtenkontrolle vorzubeugen, unmittelbar und ursächlich dazu beiträgt, die Leichenberge, denen sich die morgige Generation gegenübersehen wird, auf noch größere Höhen anwachsen zu lassen“.
Seine Autobiographie Innenansichten eines Artgenossen, erschienen in seinem Todesjahr, beleuchtet die Jugend eines Adelssprosses im Nationalsozialismus und die Verführbarkeit durch die „Erfolge“ der Nationalsozialisten, obwohl der Vater schon vor Kriegsbeginn eine Katastrophe heraufziehen sah. Der Pessimismus, den schon sein Buch So laßt uns denn ein Apfelbäumchen pflanzen. Es ist soweit kennzeichnete, findet sich auch hier wieder. Das Buch schließt mit einem Appell, die Feindesliebe der Bergpredigt endlich umzusetzen. Darin sieht er einen Ausweg aus den vom Menschen selbstgeschaffenen Problemen. „Der Versuch, ihn zu benutzen, ist noch niemals ernstlich unternommen worden. Viel Zeit bleibt uns nicht, das Versäumnis nachzuholen.“
Hoimar von Ditfurth war ein bekannter Träger der Barttracht Schifferkrause und Mitglied des deutschen PEN-Zentrums.

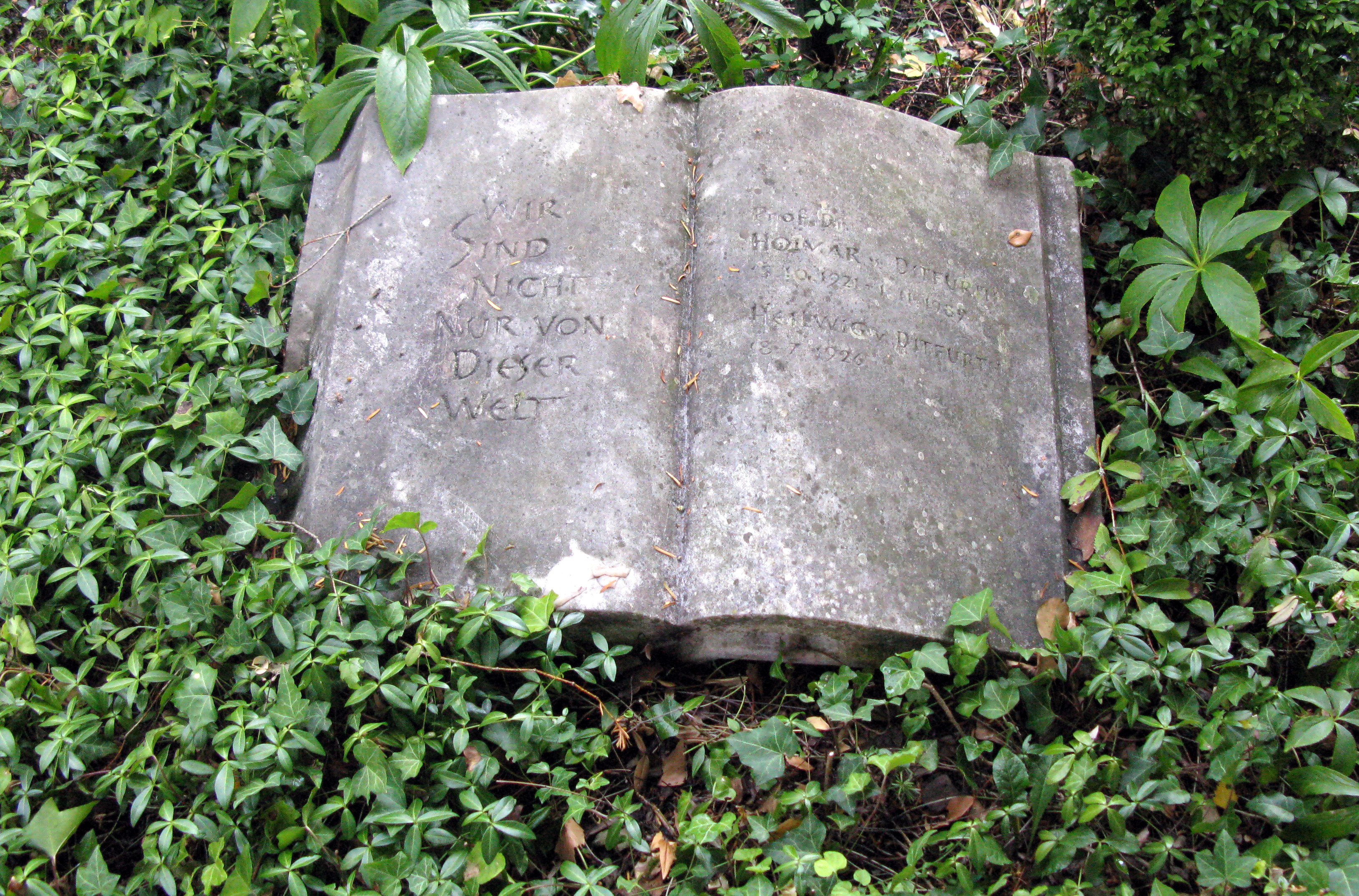
Grab von Hoimar von Ditfurth auf dem Staufener Friedhof

## Auszeichnungen und Ehrungen
- 1968: Goldene Kamera für die Produktion Experimente mit dem Leben – Griff nach dem Gehirn
- 1968: Ehrende Anerkennung der Pressejury beim Adolf-Grimme-Preis für die Produktion Experimente mit dem Leben – Griff nach dem Gehirn
- 1971: Sonderpreis der Fondazione Medikinale International Parma[16]
- 1972: Bambi
- 1973: Bölsche-Medaille
- 1974: Goldener Bildschirm
- 1974: Sonderpreis des Stifterverbandes für die Deutsche Wissenschaft für die Produktion Künstliche Erinnerungen – Neue Entdeckungen der Hirnforschung
- 1975: Prix Futura der Union der Europäischen Rundfunkorganisationen
- 1976: Sonderpreis des Stifterverbandes für die deutsche Wissenschaft
- 1980: Kalinga-Preis der UNESCO
- 2001: Umbenennung einer Realschule in Vreden in Hoimar-von-Ditfurth-Realschule

## Veröffentlichungen (Auswahl)
- Das Krankheitsbild des Retothelsarkoms: Dargestellt an Hand eines Falles unter besonderer Berücksichtigung der klinischen Symptomatologie. Universität Hamburg 1943. (Dissertationsschrift)
- Die endogene Depression als Folge der Störung einer vegetativen Beziehung zur Umwelt. Würzburg 1958. (Habilitationsschrift)
- Informationen über Information: Probleme der Kybernetik. Hoffmann und Campe, Hamburg 1969.
- Kinder des Weltalls. Der Roman unserer Existenz. Hoffmann und Campe, Hamburg 1970, ISBN 3-455-01470-4. (Platz 1 der Spiegel-Bestsellerliste vom 8. bis zum 14. März 1971)
- Im Anfang war der Wasserstoff. Hoffmann und Campe, Hamburg 1972, ISBN 3-455-01460-7.
- Zusammenhänge. Gedanken zu einem naturwissenschaftlichen Weltbild. Hoffmann und Campe, Hamburg 1974, ISBN 3-455-08992-5.
- Mit Volker Arzt: Dimensionen des Lebens. Reportagen aus der Naturwissenschaft. Nach der Fernsehreihe „Querschnitt“. Deutsche Verlagsanstalt, Stuttgart 1974, ISBN 3-421-02664-5.
- Der Geist fiel nicht vom Himmel: Die Evolution unseres Bewusstseins. Hoffmann und Campe, Hamburg 1976, ISBN 3-455-08967-4. (Platz 1 der Spiegel-Bestsellerliste vom 29. November 1976 bis zum 20. Februar 1977)
- Kurt Fassmann, Max Bill, Hoimar v. Ditfurth u. a. (Hrsg.): Die Großen. Leben und Leistung der sechshundert bedeutendsten Persönlichkeiten unserer Welt. Coron-Verlag, Lachen am Zürichsee 1977.
- Mit Volker Arzt: Querschnitt: Dimensionen des Lebens II. Hoffmann und Campe, Hamburg 1978, ISBN 3-455-08909-7.
- Wir sind nicht nur von dieser Welt. Naturwissenschaft, Religion und die Zukunft des Menschen. Hoffmann und Campe, Hamburg 1981, ISBN 3-455-08778-7. (Platz 1 der Spiegel-Bestsellerliste vom 12. bis zum 18. Oktober 1981 und vom 26. Oktober 1981 bis zum 11. April 1982)
- So laßt uns denn ein Apfelbäumchen pflanzen: Es ist soweit. Rasch und Röhring, Hamburg; Zürich 1985, ISBN 3-89136-033-9. (Platz 1 der Spiegel-Bestsellerliste vom 23. September bis zum 10. November 1985)
- Unbegreifliche Realität: Reportagen, Aufsätze, Essays eines Menschen, der das Staunen nicht verlernt hat. Rasch und Röhring, Hamburg; Zürich 1987, ISBN 3-89136-129-7.
- Innenansichten eines Artgenossen: Meine Bilanz. Claassen-Verlag, Düsseldorf 1989, ISBN 3-546-42097-7. (Platz 1 der Spiegel-Bestsellerliste vom 18. September bis zum 29. Oktober 1989)
- Mit Dieter Zilligen: Das Gespräch. Claassen-Verlag, Düsseldorf 1990, ISBN 3-546-42096-9.
- Das Erbe des Neandertalers: Weltbild zwischen Wissenschaft und Glaube. Kiepenheuer und Witsch, Köln 1992, ISBN 3-462-02230-X.
- Die Sterne leuchten, auch wenn wir sie nicht sehen: Über Wissenschaft, Politik und Religion. Kiepenheuer und Witsch, Köln 1994, ISBN 3-462-02342-X.
- Die Wirklichkeit des Homo sapiens: Naturwissenschaft und menschliches Bewußtsein. Hoffmann und Campe, Hamburg 1995, ISBN 3-455-11069-X.

 Artikel und Aufsätze 
- Wir haben gar keine andere Wahl. In: Geo-Magazin. Nr. 1, Hamburg 1980, S. 148–152. Forum: Von Ditfurth plädiert für die Gen-Manipulation. ISSN 0342-8311.
- Die mörderische Konsequenz des Mitleids. Der Selbstbetrug bei den Brot-Spenden für die Dritte Welt. In: Der Spiegel. 13. August 1984.
- Die Fürsorge der Evolution. Von den biologischen Grenzen unserer Vernunft. Vortrag auf dem Keller-Symposium, Zürich, 1985.

 Fernsehsendungen 
- Ausschnitt aus der Fernsehsendung 'Querschnitt' mit von Ditfurth zum Klimawandel 1978.
- Sendung 'Querschnitt' 1978: Der Ast, auf dem wir sitzen (1. Teil: Die Balance der Biosphäre) in der ZDF-Mediathek verfügbar bis 13. Oktober 2026.
- Sendung 'Querschnitt' 1978: Der Ast, auf dem wir sitzen (2. Teil: Kippt das Klima-Gleichgewicht?) in der ZDF-Mediathek verfügbar bis 13. Oktober 2026.